# كاميرا كوكبية واسعة المجال 2

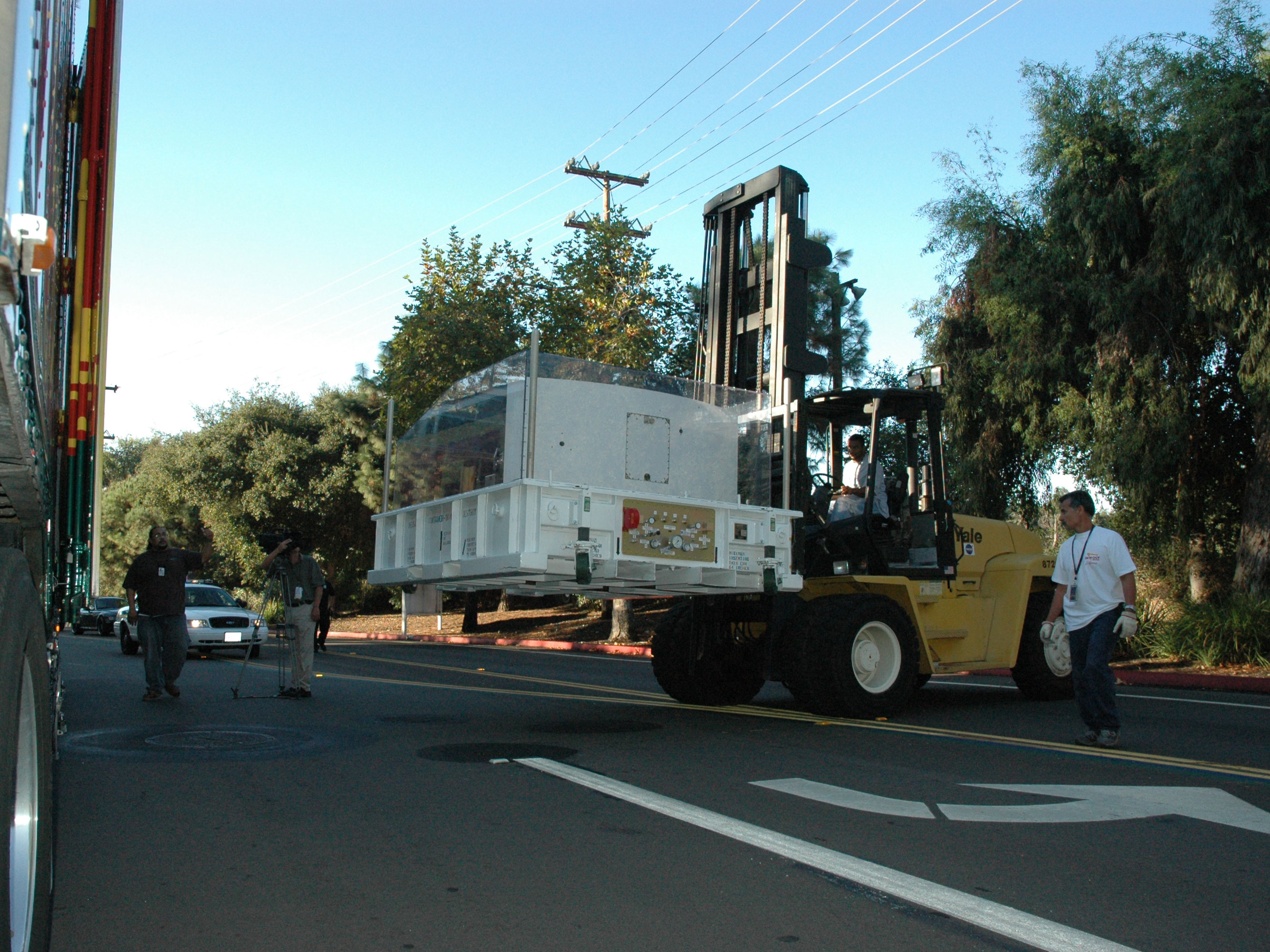
الكاميرا الكوكبية واسعة المجال 2 وهي تُنقل

كاميرا كوكبية واسعة المجال 2 (بالإنجليزية: Wide Field and Planetary Camera 2)‏ هي كاميرا فلكية كانت موجودة في مرصد هابل الفضائي وكانت بديلة عن بالكاميرا الكوكبية واسعة المجال في بعثة الخدمة 1 في شهر ديسمبر من عام 1993 وقد أُزيلت في خدمة البعثة 4 وهي الرحلة الخامسة والأخيرة لصيانة المقراب في 14 مايو من عام 2009 لتصُبح الكاميرا واسعة المجال 3 بديلًا عنها. بُنيت هذه الكاميرا في مختبر الدفع النفاث. حينما أُرجعت للأرض وُضعت في متحف الطيران والفضاء الوطني بواشنطن.